# 金炳植
金炳植（1919年—1999年7月21日），北韓政治家，官至國家副主席及朝鮮社會民主黨黨魁。

## 生平
金炳植出生於全羅南道新安郡，後於日本東北大學畢業，並加入在日本朝鮮人總聯合會（朝總聯）。此後，他先後被提拔為組織部長、事務局長和第一副議長。之後，他通過在日朝鮮人歸國運動返回北韓。1972年，他被委任為南北紅十字會會談的成員之一。隨後，他在原因不明的情況下失勢，並因而返回日本。
1990年代，金炳植第二次返回北韓，又復出政壇，先後出任國家副主席及衛星黨朝鮮社會民主黨黨魁一職。1999年離世。

## 資料來源
1. ↑  .   [2013-11-14]. （原始内容存档于2015-06-10）.